# Zollhaus (Wismar)
Das Zollhaus, auch Altes Zollhaus genannt, in Wismar-Alter Hafen, Wasserstraße 1a / Am Hafen, wurde am Ende des 19. Jahrhunderts gebaut.
Das Gebäude steht unter Denkmalschutz.

## Geschichte

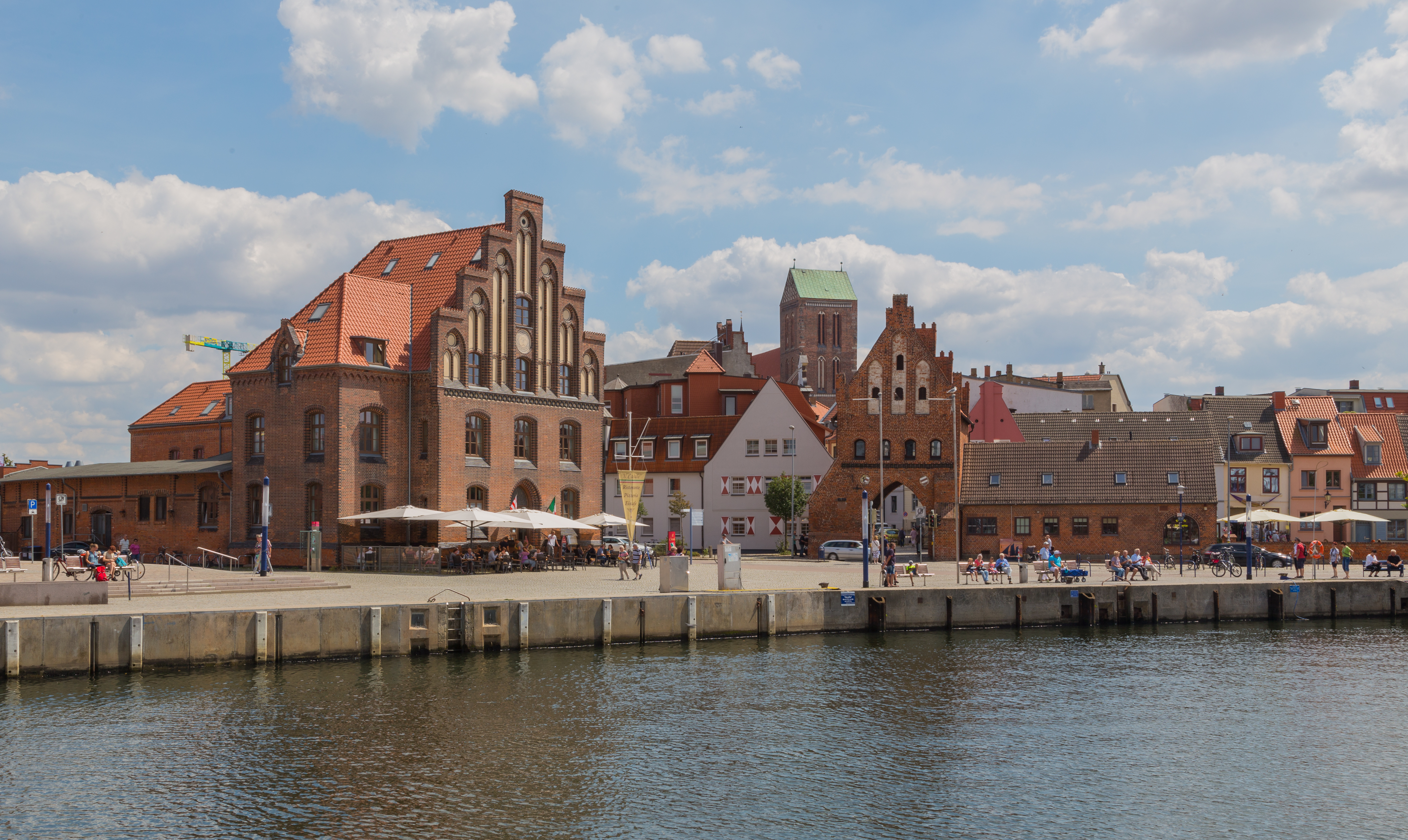
Zollhaus, Alter Hafen, Wassertor und Altstadt

Der Alte Hafen und das Zentrum der Altstadt stehen unter dem besonderen Schutz der UNESCO, nachdem Wismar 2002 in die Welterbeliste aufgenommen wurde. An der Wasserstraße, am Zugang zum Hafen, entstand an der Kaje 1888 (andere Quelle 1868) das verklinkerte neogotische Großherzogliche Zollhaus mit seinem markanten, das Stadtbild prägenden südlichen Treppengiebel. Das Gebäude nahm die Architektur des backsteingotischen Wassertores von 1450 auf. Die Hauptfassade mit einem Spitzbogenportal ist zum Hafen ausgerichtet. Der Staffelgiebel ist mit Blenden verziert. Es wurde als Zollhaus genutzt und war bis 1996 Sitz der VEB Seehafen bzw. seit 1991 der Seehafenverwaltung Wismar (heute Kopenhagener Straße 3). Nach 1996 stand es für längere Zeit leer, bis es verkauft wurde. Der neue Eigentümer richtete im Erdgeschoss das Restaurant Il Casale ein.
Das Haus wurde um 2006/07 an Fassade und Dach sowie im Inneren saniert. In den oberen Geschossen im Alten Zollhaus befinden sich zwölf Ferienwohnungen, die mit dem Hotel Am Alten Hafen verbunden sind.

Zollhaus und Wassertor
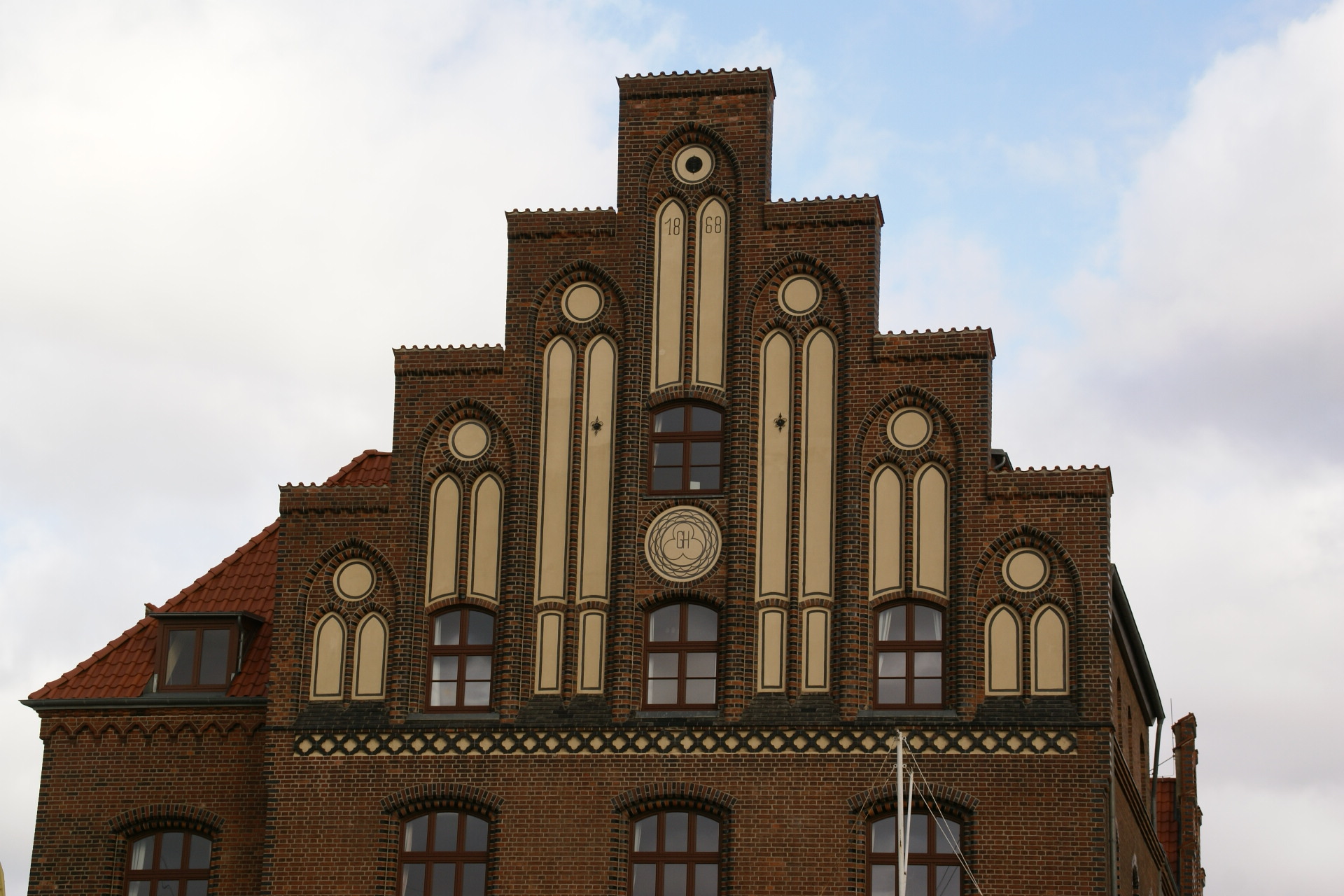
Treppengiebel
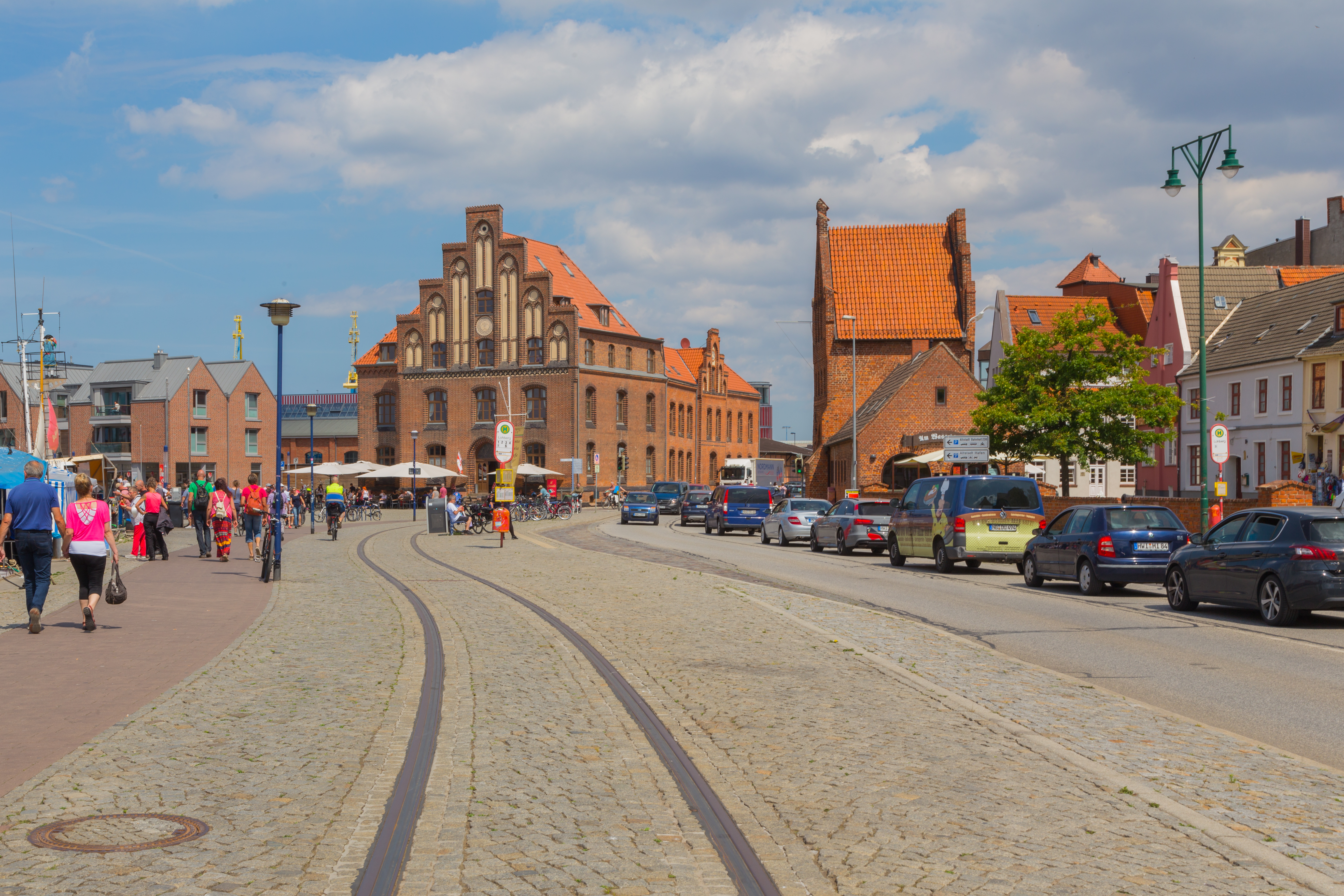